# Anastasia Spatafora
Anastasia Spatafora (segle XIV - Barcelona, segle xv) fou una noble catalana.

## Biografia
Poca cosa se sap sobre la vida personal i les raons per les quals aquesta comtessa siciliana es va establir a Barcelona; però les tasques realitzades a l'hospital de la ciutat, durant les primeres dècades del segle xv, la il·luminen en el seu rol d'articuladora social vers el més pobres i marginats de l'època. Madona Estàcia ver ser responsable dels expòsits de l'Hospital de la Santa Creu, és a dir, de les nenes i els nens abandonats a les portes de la institució. Acollia els petits i immediatament els trobava una dida. S'ocupava dels que eren retornats i buscava una nova alletadora; també dels que morien, ja que s'havia d'assumir-ne l'enterrament. La comtessa era guardadora i cuidadora d'aquests infants i va aconseguir crear una àmplia xarxa de dides per cobrir la demanda. Ella es preocupava també de les criatures malaltes i, sovint, cridava les dides que els havien tingut perquè rebessin afecte.
La responsable de la secció d'Expòsits de l'Hospital també s'havia d'ocupar de pagar a les dides i de les necessitats materials dels infants, com ara la roba, les sabates i les medicines; havia de donar comptes de les despeses als administradors de la institució. En definitiva ella havia de fer front a les necessitats d'aquests petits la primera i fràgil etapa de la seva vida. La tasca d'Estàcia continuava durant la segona etapa de la vida dels infants. Els que sobrevivien i eren desmamats tornaven a l'Hospital i eren atesos personalment per la comtessa. Els preparava durant dos o tres anys perquè es poguessin reinserir a la comunitat per mitjà del treball. Era un aprenentatge per la vida; la manera en què podien integrar-se a la societat els nens era l'aprenentatge d'un ofici, mentre que per a les nenes era reunir un dot per casar-se, per mitjà del servei domèstic. Les formes de sortir de l'Hospital aquestes criatures eren variades: algunes amb contractes laborals davant de notari, en els quals s'establien les condicions, les promeses i els pagaments. Un segon grup sortia per mitjà de ser encomants a diferents famílies, només amb el consentiment dels administradors de l'Hospital. Una tercera modalitat era per mitjà de l'afiliació, o sigui que els petits eren apadrinats per un temps determinat.
La participació de Madona Estàcia en aquests moment era determinant. Aconseguia generar una àmplia xarxa de contactes amb homes i dones de la ciutat i de l'entorn. La comtessa va intervenir personalment encomanant almenys a set nens i nenes de la institució a persones o famílies conegudes, fet que garantia que estaven ben atesos. Els registres de cada un d'aquests infants deixen constància que estaven sans i que eren tractats com a fills pels adults que en tenien cura. Aquesta dona no només exercia la caritat, sinó que era una articuladora social que es preocupava d'integrar. Així mateix, acollia i defensava els interessos d'aquest nens i nenes en les diferents etapes en les que estaven sota custòdia de l'Hospital. En una ocasió una donzella guardada per la institució fou agredida per uns malfactors: les cartes enviades al rei Ferran I i a l'administrador de l'Hospital reflecteixen la influència i la identitat de la comtessa Anastasia Spatafora perquè els agressors complissin els càstigs i les penes. La vida de Madona Estàcia se’ns presenta fragmentada i dispersa; però la seva tasca vers els mes petits i marginats de la Barcelona baix medieval ens fan veure l'exemple d'una dona abnegada, caritativa i influent. La seva real preocupació pels infants marginats queda reflectida a la història de l'Hospital de Barcelona, tot i com de silenciada ens ha arribat la seva biografia.